# 9-те тисячоліття
Дев'яте тисячоліття — проміжок часу від 1 січня 8001 року нашої ери до 31 грудня 9000 року нашої ери.

## Капсула часу
Крипта цивілізації (англ. Crypt of Civilization) — герметично закрите приміщення, перша в світі повноцінна капсула часу, яку планується відкрити у 9-му тисячолітті.